# Liste de peintures du Pérugin

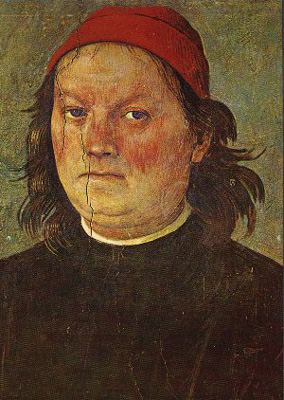
Autoportrait, Palazzo dei Priori, Pérouse

Cette page est une liste d'œuvres du Pérugin (v. 1448-1523).
Le Pérugin est un peintre italien majeur de la Renaissance de l'école ombrienne qui a peint surtout des tableaux religieux, et qui fut l'un des maîtres de Raphaël.
Cette liste est non exhaustive.

## Œuvres existantes majeures
| Image | Titre                                                                               | Année            | Caractéristiques                                 | Pays            | Ville                 | Lieu de conservation                                        |
| ----- | ----------------------------------------------------------------------------------- | ---------------- | ------------------------------------------------ | --------------- | --------------------- | ----------------------------------------------------------- |
|       | Vierge à l'Enfant Madonna Gambier Parry                                             | 1470 - 1473 env. | Huile sur toile, × cm                            | Royaume-Uni     | Londres               | Institut Courtauld.                                         |
|       | L'Adoration des mages                                                               | 1470 - 1476 env. | Huile sur toile, 241 × 180 cm                    | Italie          | Pérouse               | Galerie nationale de l'Ombrie.                              |
|       | L'Adoration des mages                                                               | 1504             | Fresque, 650 × 700 cm                            | Italie          | Città della Pieve     | Oratorio di Santa Maria dei Bianchi.                        |
|       | L'Annonciation de Fano                                                              | 1488 - 1490 env  | Huile sur bois, 650 × 700 cm                     | Italie          | Fano.                 | Chiesa di Santa Maria Nuova,                                |
|       | Apollon et Daphnis                                                                  | 1483 env         | Huile sur bois, 21 × 39 cm                       | France          | Paris                 | Musée du Louvre                                             |
|       | L'Apparition de la Vierge à saint Bernard                                           | 1488 - 1489 env  | Huile sur bois, 173 × 170 cm                     | Allemagne       | Munich                | Alte Pinakothek,                                            |
|       | L'Ascension du Christ en présence de la Vierge et des apôtres                       | 1496 - 1500 env  | Huile sur bois, 280 × 216 cm                     | France          | Lyon                  | Musée des beaux-arts,                                       |
|       | Saint Herculan et Saint Jacques le Majeur                                           | 1512 - 1523      | Huile sur bois, 173,5 × 94,5 cm                  | France          | Lyon                  | Musée des beaux-arts,                                       |
|       | Saint Jean l'Évangéliste et Saint Augustin                                          | 1512 - 1523      | Huile sur bois, 172 × 91 cm                      | France          | Toulouse              | Musée des Augustins,                                        |
|       | Le Baptême du Christ                                                                | 1482 env         | Fresque, 335 × 540 cm                            | Vatican.        | Rome                  | Chapelle Sixtine,                                           |
|       | Le Baptême du Christ                                                                | 1510 env         | Huile sur bois, ? ?cm                            | Italie          | Città della Pieve     | Chapelle San Giovanni Battista, Cathédrale                  |
|       | Le Prophète Isaïe                                                                   | 1497 env         | Huile sur bois, tondo 127 cm                     | France          | Nantes                | Musée des beaux-arts,                                       |
|       | Le Prophète David                                                                   | 1497 env         | Huile sur bois, tondo 127 cm                     | France          | Nantes                | Musée des beaux-arts,                                       |
|       | Le Baptême du Christ                                                                | 1497 env         | Huile sur bois, 39 × 68 cm                       | France          | Rouen                 | Musée des beaux-arts,                                       |
|       | La Résurrection du Christ                                                           | 1497 env         | Huile sur bois, 41 × 68 cm                       | France          | Rouen,                | Musée des beaux-arts .                                      |
|       | L' Adoration des mages                                                              | 1497 env         | Huile sur bois, 40 × 67 cm                       | France          | Rouen                 | Musée des beaux-arts                                        |
|       | La Complainte sur le Christ mort                                                    | 1495 env         | Huile sur bois, 220 × 195 cm                     | Italie          | Florence              | Galerie Palatine                                            |
|       | La Remise des clefs à saint Pierre                                                  | 1481 - 1482 env  | Fresque, 335 × 550 cm                            | Vatican         | Rome                  | Chapelle Sixtine.                                           |
|       | La Crucifixion                                                                      | 1483 - 1495 env  | Huile sur bois, 203 × 180 cm                     | Italie          | Florence              | Galerie des Offices,                                        |
|       | La Crucifixion                                                                      | 1495             | Fresque, 480 × 812 cm                            | Italie          | Florence              | Église Santa Maria Maddalena dei Pazzi,                     |
|       | Dieu le Père bénissant parmi les anges                                              | 1496 - 1500      | Huile sur bois, 114 × 230 cm                     | France          | Lyon                  | Musée des beaux-arts,                                       |
|       | Gonfanon avec la Pietà                                                              | 1472 env         | Tempera sur toile, 128 × 165 cm                  | Italie          | Pérouse               | Galerie nationale de l'Ombrie.                              |
|       | Gonfanon de la Justice                                                              | 1501 env         | Tempera et huile sur toile, 278 × 138 cm         | Italie          | Pérouse               | Galerie nationale de l'Ombrie.                              |
|       | Le Combat de l'Amour et de la Chasteté                                              | 1503             | Tempera sur toile, 160 × 191 cm                  | France          | Paris                 | Musée du Louvre.                                            |
|       | La Vierge à l'Enfant                                                                | 1501 env         | Huile sur toile, 70,2 × 50 cm                    | États-Unis      | Washington            | National Gallery of Art.                                    |
|       | La Vierge à l'Enfant avec le petit saint Jean                                       | 1497 env         | Huile sur toile, 73 × 52 cm                      | Allemagne       | Francfort-sur-le-Main | Städel.                                                     |
|       | La Vierge à l'Enfant entre les saints Jean et Augustin                              | 1494             | Tempera sur toile, ? × ?cm                       | Italie          | Crémone               | Chiesa di Sant'Agostino.                                    |
|       | La Vierge à l'Enfant entre les saints Jean-Baptiste et Sébastien                    | 1493             | Huile sur toile, 178 × 164 cm                    | Italie          | Florence              | Galerie des Offices.                                        |
|       | La Vierge à l'Enfant entre les saints Jean-Baptiste et Catherine d'Alexandrie       | 1500 env         | Huile sur bois, 81 × 63 cm                       | France          | Paris                 | Musée du Louvre.                                            |
|       | La Vierge à l'Enfant entre les saints Pierre et Paul                                | 1520 env         | Tempera sur bois, 290 × 170 cm                   | Italie          | Monteleone d'Orvieto  | Collegiata dei santi Pietro e Paolo de Monteleone d'Orvieto |
|       | La Vierge à l'Enfant entre sainte Catherine d'Alexandrie et une sainte              | 1493             | Tempera sur bois, 85,6 × 63 cm                   | Allemagne       | Vienne                | Kunsthistorisches Museum.                                   |
|       | La Vierge au sac                                                                    | 1495 - 1500 env  | Huile sur bois, 88 × 66 cm                       | Italie          | Florence              | Galerie Palatine.                                           |
|       | La Vierge de la consolation                                                         | 1496 - 1498 env  | Huile sur bois, 183 × 130 cm                     | Italie          | Pérouse               | Galerierie nationale de l'Ombrie.                           |
|       | La Vierge de Lorette                                                                | 1507             | Huile sur bois, 185,5 × 125,5 cm                 | Royaume-Uni     | Londres               | National Gallery                                            |
|       | La Vierge en gloire et saints                                                       | 1500 - 1501      | Huile sur bois, 330 × 265 cm                     | Italie          | Bologne.              | Pinacothèque nationale (Bologne).                           |
|       | Le Martyre de saint Sébastien                                                       | 1505             | Fresque, ? × ?cm                                 | Italie          | Panicale              | Chiesa di san Sebastiano.                                   |
|       | Le Martyre de saint Sébastien des Heures de Bonaparte Ghislieri                     | 1500 (vers)      | Miniature, 20,5 × 15 cm                          | Royaume-Uni     | Londres               | British Library.                                            |
|       | Marie Madeleine                                                                     | 1500 env         | Huile sur bois, 47 × 34 cm                       | Italie          | Florence              | Galerie Palatine.                                           |
|       | Le Miracle de l'enfant mort-né                                                      | 1473             | Tempera sur bois, 75 × 57 cm                     | Italie          | Pérouse               | Galerie nationale de l'Ombrie.                              |
|       | Le Miracle de la neige                                                              | 1472 env         | Tempera sur bois, 40 × 18,7 cm                   | Royaume-Uni     | Guildford, Surrey     | Polesden Lacey, National Trust house.                       |
|       | La Naissance de la Vierge                                                           | 1472 env         | Tempera sur bois, 41 × 18,6 cm                   | Royaume-Uni     | Liverpool             | Walker Art Gallery.                                         |
|       | L'Agonie dans le jardin                                                             | 1483 - 1495 env  | Huile sur bois, 166 × 171 cm                     | Italie          | Florence              | Galerie des Offices.                                        |
|       | Retable Chigi                                                                       | 1506 - 1507 env  | Huile sur bois, 400 × 289 cm                     | Italie          | Sienne                | Église Sant'Agostino.                                       |
|       | Le Père éternel bénissant avec les saints Roch et Romain (Le Pérugin)               | 1477 - 1478 env  | Fresque détachée, ? × ?cm                        | Italie          | Deruta                | Pinacothèque communale.                                     |
|       | Retable Tezi                                                                        | 1500 env         | Huile sur bois, 182 × 158 cm                     | Italie          | Pérouse               | Galerie nationale de l'Ombrie.                              |
|       | Retable des Décemvirs                                                               | 1495 - 1496      | Huile sur bois, 193 × 165 cm                     | Vatican         | Rome                  | Musées du Vatican.                                          |
|       | Retable de Corciano                                                                 | 1513             | Huile sur bois, 226 × 149 cm                     | Italie          | Corciano              | Chiesa di Santa Maria Assunta.                              |
|       | Retable de Fano                                                                     | 1497             | Huile sur bois, 262 × 215 cm                     | Italie          | Fano                  | Chiesa di Santa Maria Nuova,                                |
|       | Retable de Monteripido Recto                                                        | 1502             | Huile sur bois, 240 × 180 cm                     | Italie          | Pérouse               | Galerie nationale de l'Ombrie.                              |
|       | Retable de Monteripido Verso                                                        | 1502             | Huile sur bois, 240 × 180 cm                     | Italie          | Pérouse               | Galerie nationale de l'Ombrie.                              |
|       | Retable de Sansepolcro                                                              | 1510 env         | Huile sur bois, 332,5 × 266 cm                   | Italie          | Sansepolcro           | Duomo.                                                      |
|       | Retable de Vallombrosa                                                              | 1500 env         | Huile sur bois, 415 × 246 cm                     | Italie          | Florence              | Galleria dell'Accademia.                                    |
|       | La Pietà                                                                            | 1483 - 1493 env  | Huile sur bois, 168 × 166 cm                     | Italie          | Florence              | Galerie des Offices.                                        |
|       | Polyptyque Albani Torlonia                                                          | 1491             | Tempera sur bois, 174 × 88 cm                    | Italie          | Rome                  | Collection Torlonia.                                        |
|       | Polyptyque de l'Annonciation                                                        | 1504 - 1507      | Huile sur bois, 334 × 225 cm                     | Italie          | Florence              | Galleria dell'Accademia,                                    |
|       | Polyptyque de la chartreuse de Pavie                                                | 1499             | Huile sur bois, 114 × 113 cm                     | Royaume-Uni     | Londres               | National Gallery.                                           |
|       | Polyptyque de San Pietro                                                            | 1496 - 1500 env  | Huile sur bois, ? × ?cm                          | France          | Lyon                  | Musée des Beaux-Arts.                                       |
|       | Polyptyque de Sant'Agostino                                                         | 1502 - 1523 env  | Huile sur bois, ? × ?cm                          | Italie          | Pérouse               | Galerie nationale de l'Ombrie.                              |
|       | La Résurrection de San Francesco al Prato                                           | 1499 env         | Huile sur bois, 233 × 165 cm                     | Vatican         | Rome                  | Musées du Vatican.                                          |
|       | Portrait du moine Baldassarre                                                       | 1500             | Huile sur bois, 26 × 27 cm                       | Italie          | Florence              | Galerie des Offices.                                        |
|       | Portrait de Biagio Milanesi                                                         | 1500             | Huile sur bois, 28 × 26 cm                       | Italie          | Florence              | Galerie des Offices.                                        |
|       | Portrait de Francesco delle Opere                                                   | 1494             | Huile sur bois, 52 × 44 cm                       | Italie          | Florence              | Galerie des Offices.                                        |
|       | Portrait de Lorenzo di Credi                                                        | 1488             | Huile sur bois transféré sur toile, 40 × 30,5 cm | États-Unis      | Washington            | National Gallery of Art.                                    |
|       | Portrait de jeune garçon                                                            | 1495             | Huile sur bois, 37 × 26 cm                       | Italie          | Florence              | Galerie des Offices.                                        |
|       | Saint Bernardin guérissant une fillette                                             | 1473             | Tempera sur bois, 75 × 57 cm                     | Italie          | Pérouse               | Galerie nationale de l'Ombrie.                              |
|       | Saint Sébastien                                                                     | 1493 - 1494      | Huile sur bois, 53,3 × 39,5 cm                   | Russie          | Saint-Pétersbourg     | Musée de l'Ermitage.                                        |
|       | Saint Sébastien                                                                     | 1495 env         | Huile sur bois, 176 × 116 cm                     | France          | Paris                 | Musée du Louvre.                                            |
|       | Saint Sébastien                                                                     | 1490 env         | Huile sur bois, 174 × 88 cm                      | Suède           | Stockholm             | Nationalmuseum                                              |
|       | Saint Sébastien entre les saints Roch et Pierre                                     | 1478 env         | Fresque, ? × ?cm                                 | Italie          | Cerqueto              | Chiesa di Santa Maria Assunta.                              |
|       | Le Mariage de la Vierge                                                             | 1501 - 1504 env  | Huile sur bois, 234 × 186 cm                     | France          | Caen                  | Musée des beaux-arts.                                       |
|       | La Vierge et l'Enfant entourés de deux anges, sainte Rose et sainte Catherine       | 1490 - 1492 env  | Huile sur bois, diamètre:148 cm                  | France          | Paris                 | Musée du Louvre.                                            |
|       | Triptyque Galitzin                                                                  | 1485 env         | Huile sur bois, 101 × 116 cm                     | États-Unis      | Washington            | National Gallery of Art.                                    |
|       | La Cène                                                                             | 1493 - 1496 env  | Fresque, 440 × 800 cm                            | Italie          | Florence              | Cenacolo di Fuligno.                                        |
|       | Le Voyage de Moïse en Égypte                                                        | 1482 env         | Fresque, 350 × 572 cm                            | Vatican         | Rome                  | Chapelle Sixtine.                                           |
|       | La Visitation de la Vierge avec sainte Anne                                         | 1472 - 1473 env  | Tempera sur bois, 32 × 34 cm                     | Italie          | Florence              | Galerie de l'Académie.                                      |
|       | Retable de la Transfiguration                                                       | 1517             | Huile sur bois, 290 × 185 cm                     | Italie          | Pérouse               | Galerie nationale de l'Ombrie.                              |
|       | La Trinité Haut de Raphaël (1505 env.) Bas du Pérugin (1520).                       | 1520 env         | Fresque                                          | Italie          | Pérouse               | Chapelle San Severo.                                        |
|       | L'Adoration des mages                                                               | 1521 - 1522      | Fresque                                          | Italie          | Trevi                 | Sanctuaire de la Madonna delle Lacrime.                     |
|       | La Pietà de Spello                                                                  | 1521             | Fresque                                          | Italie          | Spello                | Chiesa Santa Maria Maggiore                                 |
|       | La Vierge à l'Enfant de Fontignano                                                  | 1522             | Fresque                                          | Italie          | Fontignano            | Chiesa Museo dell'Annunziata.                               |
|       | Saint Sébastien et sainte Apolline                                                  | 1503 - 1523      | Tempera sur bois 172 × 96 cm                     | France          | Grenoble              | Musée de Grenoble.                                          |
|       | Saint Jérôme et sainte Marie Madeleine                                              | 1513 - 1523      | Tempera sur bois 174 × 95 cm                     | Italie          | Pérouse               | Galerie nationale d'Ombrie.                                 |
|       | Archange Gabriel                                                                    | 1503 - 1523      | Tempera sur bois, tondo 102 cm                   | Italie          | Pérouse               | Galerie nationale de l'Ombrie.                              |
|       | Jeune Saint avec une épée                                                           | 1503 - 1523      | Tempera sur bois, tondo 102 cm                   | France          | Paris                 | Musée du Louvre.                                            |
|       | Le Père éternel bénissant                                                           | 1513 - 1523 env. | Tempera sur bois, 145 × 140 cm                   | Italie          | Pérouse               | Galerie nationale de l'Ombrie.                              |
|       | Le Baptême du Christ                                                                | 1503 - 1523      | Tempera sur bois, 240 × 180 cm                   | Italie          | Pérouse               | Galerie nationale de l'Ombrie.                              |
|       | La Pietà                                                                            | 1503 - 1523      | Tempera sur bois, 144 × 152 cm                   | Italie          | Pérouse               | Galerie nationale de l'Ombrie.                              |
|       | Saint Barthélemy                                                                    | 1503 - 1523      | Tempera sur bois, 89,5 × 74,8 cm                 | Grande-Bretagne | Birmingham            | Birmingham Museum and Art Gallery.                          |
|       | L'Adoration des bergers                                                             | 1503 - 1523      | Tempera sur bois, 263 × 147 cm                   | Italie          | Pérouse               | Galerie nationale de l'Ombrie.                              |
|       | Force et Tempérance avec six héros antiques                                         | 1497 - 1500      | Fresque, 291 × 400 cm                            | Italie          | Pérouse               | Sala delle Udienze del Collegio del Cambio.                 |
|       | Prudence et Justice avec six sages antiques                                         | 1497 - 1500      | Fresque, 293 × 418 cm                            | Italie          | Pérouse               | Sala delle Udienze del Collegio del Cambio.                 |
|       | Nativité                                                                            | 1497 - 1500      | Fresque, 264 × 225 cm                            | Italie          | Pérouse               | Sala delle Udienze del Collegio del Cambio.                 |
|       | Jupiter                                                                             | 1497 - 1500      | Fresque, × ?cm                                   | Italie          | Pérouse               | Sala delle Udienze del Collegio del Cambio.                 |
|       | Apollon                                                                             | 1497 - 1500      | Fresque, × ?cm                                   | Italie          | Pérouse               | Sala delle Udienze del Collegio del Cambio.                 |
|       | Transfiguration                                                                     | 1497 - 1500      | Fresque, 226 × 229 cm                            | Italie          | Pérouse               | Sala delle Udienze del Collegio del Cambio.                 |
|       | L'Éternel au-dessus de prophètes et de sibylles                                     | 1497 - 1500      | Fresque, 229 × 370 cm                            | Italie          | Pérouse               | Sala delle Udienze del Collegio del Cambio.                 |
|       | L'Archange Michel                                                                   | 1499 env         | Huile et tempera sur peuplier, 58 × 126 cm       | Grande-Bretagne | Londres               | National Gallery.                                           |
|       | La Vierge à l'Enfant et Anges                                                       | 1499 env         | Huile et tempera sur peuplier, 58 × 126 cm       | Grande-Bretagne | Londres               | National Gallery.                                           |
|       | L'Archange Raphaël et Tobie                                                         | 1499 env         | Huile et tempera sur peuplier, 58 × 126 cm       | Grande-Bretagne | Londres               | National Gallery.                                           |
|       | Caton                                                                               | 1497 - 1500      | Fresque, 214 × 123 cm                            | Italie          | Pérouse               | Collegio del Cambio.                                        |
|       | La Vierge à l'Enfant entre les saints Herculan et Constance ou Madone de la cuisine | 1515             | Huile sur toile, 79 × 56 cm                      | Italie          | Pérouse               | Galerie nationale de l'Ombrie.                              |
|       | Retable de l'Assomption de la Vierge                                                | 1506             | Tempera sur bois, 500 × 300 cm                   | Italie          | Naples                | Cathédrale Notre-Dame de l'Assomption.                      |
|       | Vergine della Misericordia                                                          | 1520 env.        | Tempera sur bois, ? × ?cm                        | Italie          | Bettona               | Musée Palazzo del Podestà.                                  |
|       | Madone des Grâces entre les saints Antoine l'Abbé et Antoine de Padoue              | 1522             | Fresque, ? × ?cm                                 | Italie          | Pérouse               | Monastère Sant'Agnèse.                                      |
|       | Nativité et Adoration des bergers du Victoria and Albert Museum                     | 1523             | Fresque détachée, environ 700 × 325 cm           | Grande-Bretagne | Londres               | Victoria and Albert Museum.                                 |

## Sources
- Nomenclature sur la base Arcade